# بشير مصيطفى
بشير مصيطفى هو خبير اقتصادي و مسؤول سامي جزائري.
وهو أستاذ متخصص في الاقتصاد، ومحلل ومحاضر في الاقتصاد الكلي والسياسات النقدية.شغل منصب الوزير المنتدب المكلف بالإحصائيات والاستشراف بين يناير 2020 ويونيو 2020. وعمل ككاتب دولة لدى الوزير الأول مكلف بالاستشراف بين 2012 و2013، وباحث في جامعة الجزائر.
عين كوزير في حكومة جراد الاولى.